# Augusta Concato
Augusta Concato (Verona, 1895 - Carate Brianza, 1964) fou una soprano italiana.
Es va formar a Verona sota la tutela de la soprano Conti Fioroni i va fer el seu debut el 1918 al teatre Sociale de Brescia amb La forza del destino. L'any 1921, Arturo Toscanini la va portar a La Scala de Milà, on va fer el seu debut el 1922 interpretant Giorgetta a Il Tabarro de Puccini.
Es va casar amb el tenor Nino Piccaluga, amb qui va compartir escenari en nombroses ocasions. La temporada 1923-1924 actuà al Liceu amb Manon Lescaut i la temporada 1926-1927 amb Francesca da Rimini de Riccardo Zandonai.
Era la mare del guitarrista de jazz i escriptor Gigi Concato i l'àvia del cantautor Fabio Concato.